# Henryk z Breny
Henryk z Breny (ur. ok. 1240, zm. 1302 we Wrocławiu) – wrocławski franciszkanin, ostatni męski przedstawiciel breneńskiej linii dynastii Wettynów.

## Pochodzenie i młodość
Urodził się około 1240 roku jako jeden z młodszych synów Dytryka I, hrabiego Wettynu i Breny z jego małżeństwa z Eudoksją, córką Konrada I mazowieckiego. Już w młodym wieku przeznaczony do kariery duchownej, występuje w 1264 roku jako kanonik w Magdeburgu. W 1269 roku, zainspirowany ideałami franciszkańskimi, zrezygnował z kanonii magdeburskiej i przysługujących mu dóbr, wstępując do Zakonu Braci Mniejszych. 

## Działalność dyplomatyczna i kościelna
Już przed 1276 r. Henryk znalazł się na Śląsku, gdzie osiadł w lokalnym konwencie minorytów pod wezwaniem św. Jakuba. Wielokrotnie pełnił misje dyplomatyczne w imieniu króla Rudolfa I Habsburga, który wstąpił na tron w 1273 roku i w obliczu nieuniknionej konfrontacji z Przemysłem Ottokarem II dążył do odsunięcia książąt polskich i ruskich od współpracy z Ottokarem. W imieniu Rudolfa I Henryk pełnił misję na dworze Henryka IV Prawego, przekazując mu w czerwcu 1276 r. propozycję sojuszu i przejścia na stronę habsburską. Henryk udał się następnie do Legnicy na dwór Bolesława II Rogatki, którego z powodzeniem przekonał do przystąpienia do obozu Rudolfa. Pokłosiem tego poselstwa mogło być nieoczekiwanie pojmanie Henryka IV Prawego przez Rogatkę w lutym 1277 r., które znacznie osłabiło stronnictwo czeskie na Śląsku. Uwięzienie księcia mogło nastąpić z inspiracji franciszkańskiego dyplomaty. Autorytet Przemysła Ottokara II osłabł na Śląsku jeszcze bardziej wraz z przegraną przez obóz czeski bitwą pod Stolcem z siłami Bolesława Rogatki i jego syna Henryka V Brzuchatego. Henryk z Breny wraz z Bolesławem Rogatką pośredniczyli następnie w uwieńczonych sukcesem staraniach o zawarcie małżeństwa pomiędzy zaufanym Rudolfa I Habsburga Fryderykiem III Hohenzollernem a księżną wrocławską Heleną, macochą Henryka IV Prawego i wdową po Henryku III Białym. Dla dopełnienia nowego sojuszu, za pośrednictwem Henryka z Breny Rogatka wysłał na dwór Rudolfa I w charakterze zakładnika swojego młodszego syna Bolka. 
Po śmierci Przemysła Ottokara II w bitwie pod Suchymi Krutami Henryk znalazł się ponownie na dworze Henryka IV Prawego, służąc mu za pośrednika w nawiązywaniu przyjaznych stosunków ze zwycięskim Rudolfem I Habsburgiem. Z czasem jego pozycja na dworze jako doradcy księcia wrocławskiego zaczęła rosnąć.
23 grudnia 1281 roku, w trakcie przedłużającego się wakatu w archidiecezji gnieźnieńskiej (1271-1283), kiedy na łonie kapituły dochodziło do konfliktów o obsadę arcybiskupstwa, a nominowany przez papieża Marcin z Opawy zmarł, nie docierając do Gniezna, Henryk z Breny został ustanowiony przez papieża Marcina IV nowym arcybiskupem gnieźnieńskim i metropolitą polskiej prowincji kościelnej. Nominacja ta mogła mieć związek ze wsparciem, jakie Wettin udzielał Henrykowi IV Prawemu w jego ambitnych planach politycznych. Spotykając się ze znaczącym oporem przeciw jego kandydaturze polskiego duchowieństwa i sprzeciwem księcia wielkopolskiego Przemysła II, Henryk ostatecznie nie został konsekrowany i zrezygnował z nominacji.
W czasie konfliktu między Henrykiem IV Prawym a biskupem Tomaszem II Henryk z Breny stanął po stronie księcia, starając się wielokrotnie mediować pomiędzy księciem a biskupem. Gdy na wiosnę 1284 roku książę wrocławski został ekskomunikowany przez biskupa, Henryk wraz z konwentem franciszkanów św. Jakuba we Wrocławiu oraz innymi wspólnotami zakonnymi wsparł księcia nie uznając ekskomuniki do czasu potwierdzenia jej przez papieża. W chwili największego zaognienia sporu wycofał się jednak z obozu popierającego księcia. Pod koniec życia Henryka IV Prawego Henryk wycofał się z otwartej działalności politycznej, ponownie znajdując się u boku księcia w ostatnich dniach jego życia w 1290 r.

## Zainteresowania literackie
Jest uważany za jednego z inspiratorów spisania we wrocławskim klasztorze franciszkanów żywota świętej Jadwigi śląskiej, która była jego krewną, a w szczególności za jednego z głównych dostarczycieli informacji do traktatu genealogicznego o rodzinie świętej dołączonego do tego utworu. Według niektórych, mniej popularnych koncepcji jest także uważany za potencjalnego autora lub inspiratora spisania Kroniki polsko-śląskiej.

## Śmierć i pochówek
Zmarł w 1302 r. we Wrocławiu jako ostatni przedstawiciel breneńskiej linii Wettynów i został pochowany w tamtejszym kościele franciszkanów.